# Ópera de Sydney
A casa da Ópera de Sydney (em inglês Sydney Opera House), também conhecida como Teatro de Sydney, é um dos edifícios de espetáculo mais marcantes em nível mundial, e um dos símbolos da Austrália, localizada na cidade de Sydney.
A construção, projetada por Jørn Utzon, começou em 1959 e está localizada sobre a Baía de Sydney. Apesar de o arquiteto ter abandonado o projeto em 1966, o edifício foi inaugurado em 20 de outubro de 1973.
A Ópera de Sydney é a primeira atração turística da Austrália. Anualmente, os seus 8,2 milhões de visitantes geram um retorno de mais de 520 milhões de euros.

## História

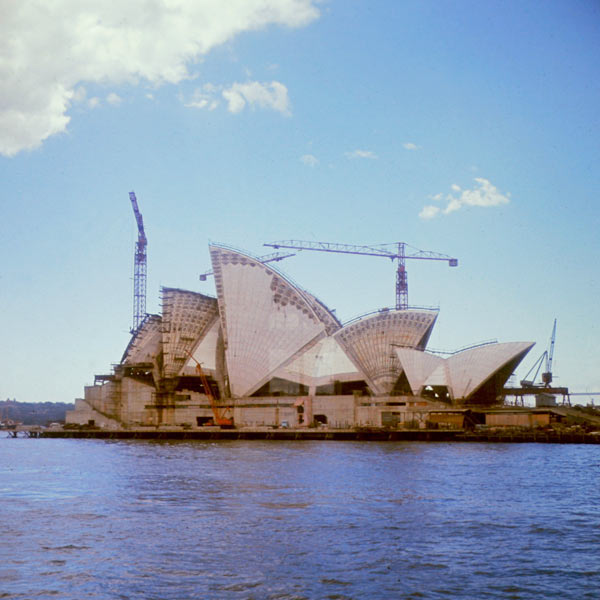
Construção da Ópera de Sydney em 1966

Utzon ganhou o concurso internacional de arquitetura para a Ópera de Sydney em 1957, aos 38 anos. Havia 232 candidatos e terá sido o arquitecto finlandês Eero Saarinen, que fazia parte do júri, a apoiar o seu projeto. Fez a obra com o engenheiro anglo-dinamarquês Ove Arup e o edifício demorou anos a ser construído (de 1956 a 1973). A polemica instalou-se e, em 1966, quando Jorn Utzon abandonou a direção da obra e a Austrália, para onde se tinha mudado com a sua família.
As razões deste afastamento terão sido as divergências que o arquitecto teve com o seu cliente por causa da acústica e da derrapagem no orçamento (em mais de mil por cento).
Quando o edifício da Ópera de Sydney ficou concluído em 1973, constituiu uma marca geográfica, na verdadeira acepção da palavra, que colocou a Oceania no mapa mundial. A Ópera de Sydney tem cerca de mil divisões, incluindo cinco teatros, cinco estúdios de ensaio, dois auditórios, quatro restaurantes, seis bares e numerosas lojas de recordações.
Alguns pormenores da obra, nomeadamente no seu interior, não foram acabados segundo os seus planos. Utzon nunca chegou a visitar o edifício, mesmo depois de se ter reconciliado com a Fundação da Ópera de Sydney nos anos 1990 e mais tarde o seu filho Jan, também arquitecto, ter feito a renovação do interior do edifício, aproximando-o mais daquilo que o pai tinha projetado.

### Renovação

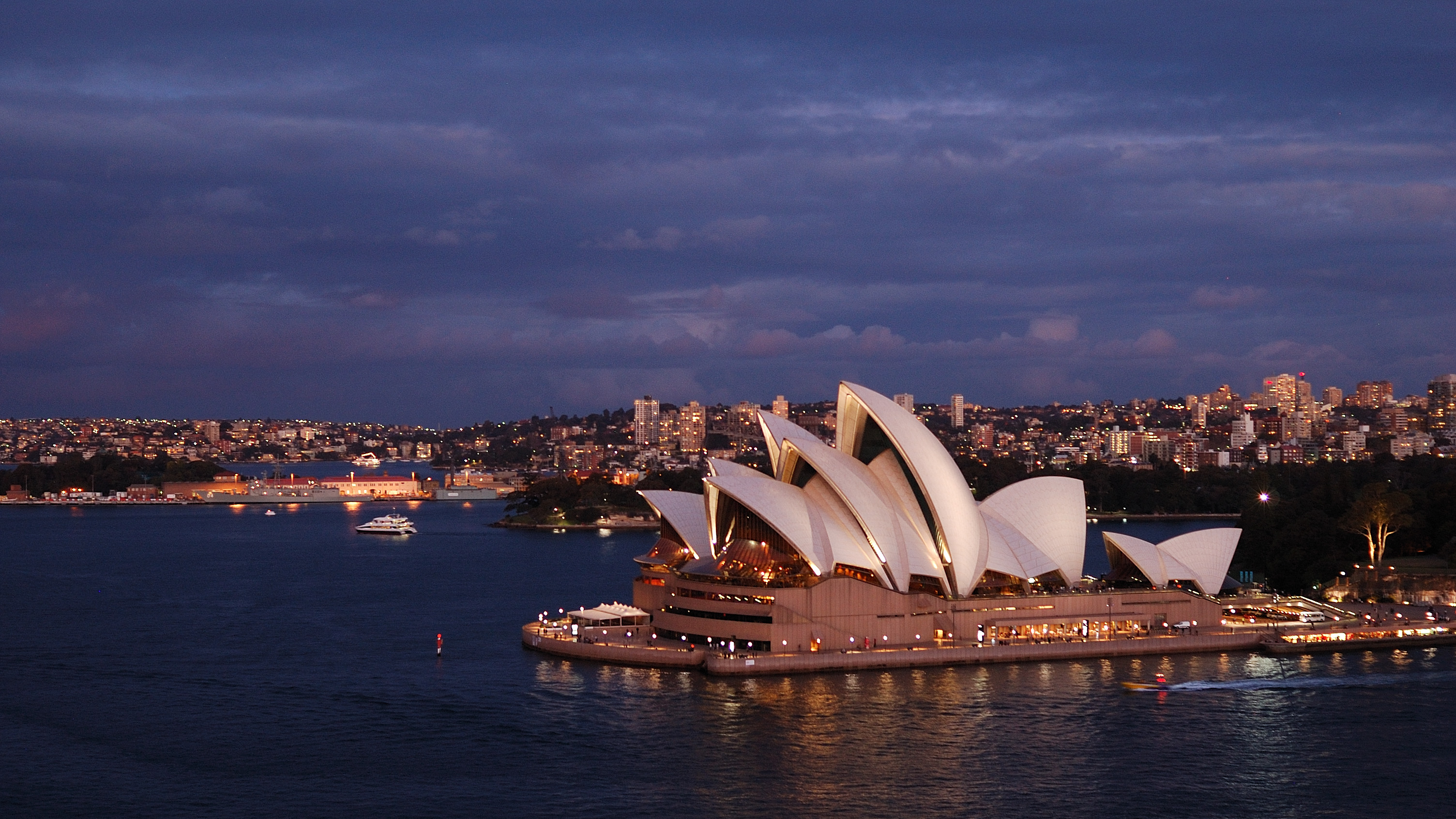
A ópera ao entardecer em 2010.

Em 2017, o edifício da Ópera de Sydney foi alvo de obras de remodelação. Melhorar a acústica da sala principal e a operacionalidade de todo o complexo são os principais objetivos do plano, orçado em 140 milhões de euros, que deverá começar em 2017 e terminar em 2020. Os trabalhos serão planeados de forma a que a ópera nunca deixe de funcionar. A maior fatia do orçamento vai para a sala de concertos. A acústica será melhorada, com a instalação de um novo teto acústico e refletores para distribuir o som. Também o palco e os acessos serão alvo de intervenção, assim como a teia do teatro. Este espaço estará fechado durante 18 meses, a partir de meados de 2019 - passando os espetáculos para o Joan Sutherland Theatre, que também integra o complexo da Ópera.

## Caraterísticas
A Casa da Ópera de Sydney é uma construção expressionista e com um desenho radicalmente inovador, conformado por uma série de grandes conchas prefabricadas, a cada uma tomada da mesma semiesfera, que formam os telhados da estrutura. O Teatro da Ópera cobre 1,8 hectare. Tem 185 metros de longo e ao redor de 120 metros de largura máxima. Apoia-se em 580 pilares afundados até uma profundidade de 25 metros baixo o nível do mar. Sua fonte de alimentação tem uma capacidade equivalente ao consumo eléctrico de uma cidade de 25 000 pessoas. A energia é distribuída por 645 quilómetros de cabo.
Ainda que às estruturas dos telhados da Casa de Ópera de Sydney sejam habitualmente designadas como cascas (como neste artigo), estas de facto não o são no sentido arquitetônico da palavra, já que estão formadas por painéis pré-fabricados de betão que se apoiam em costillas pré-fabricadas do mesmo material.
As cascas estão recobertas com 1.056.006 azulejos de cores branco brilhante e creme mate, formando um ténue padrão em "V" investido (Asna); ainda que vistas desde a distância parecem de cor branca uniforme. Os azulejos foram fabricados pela empresa sueca Höganäs AB e ainda que estão desenhados para que se limpem sozinhos, se realiza uma manutenção periódica de limpeza. Para manter a uniformidade da cor do cascarão e evitar que luza perchado, se reutilizam e consertam os mesmos azulejos que se desprenderam com o passo dos anos. Durante 2015 caíram mal 40 azulejos, pelo que a média de reparo é muito baixo.
Os dois grupos maiores de abóbadas que conformam o teto do teatro pertencem a cada um ao Salão de Concertos (Concert Hall) e ao do Teatro da Ópera (Opera Theater). Os outros salões têm como teto os agrupamentos mais pequenos de abóbadas. A escala das cascas foi eleita para refletir as necessidades de altura no interior, com espaços baixos na entrada que se elevam sobre as zonas de assentos até chegar às altas torres de cena.
Um grupo bem mais pequeno do sistema de cascas encontra-se a um lado das entradas e da escalinata monumental e do restaurante de Bennelong.
O interior do edifício está construído em granito rosa extraído da região de Tarana, madeira e contrachapado proveniente de Nova Gales do Sur.
A estação de acesso mais próxima é Circular Quay Station. Outros acessos são o terminal do ferry e o terminal de autocarro. Dentro da cidade está situado no distrito de Central Business District (CBD).

## Património da Humanidade

### Patrimônio cultural na Austrália
Em 12 de julho de 2005 o governo australiano declarou a Ópera de Sydney património nacional, passo prévio necessário para que o edifício pudesse ser declarado Património da Humanidade pela Unesco. A princípios de 2006, o governo do Estado de Nova Gales do Sur e o governo federal australiano apresentaram sua candidatura, somando ao Centro de Exposições Real de Melbourne, a Grande Barreira de coral de Queensland e as Montanhas Azuis, de Nova Gales do Sur. Finalmente, o 28 de junho de 2007, a Unesco declarou a Ópera de Sydney como Património da Humanidade, abarcando uma área protegida de 5,8 tem e 438,1 ha de zona de proteção. Acabamento em 1973, trata-se do edifício mais moderno do mundo que tem recebido o título de património da humanidade. O edifício recebe para perto de quatro milhões de turistas anuais.

## Nomeação para as novas sete maravilhas
A Ópera de Sydney foi uma das 21 construções finalistas para determinar as novas sete maravilhas do mundo. No dia que foi nominada, se realizou um chá da manhã, cujo anfitrião foi o premiê de Nova Gales do Sur, Morris Iemma, fora da casa da ópera. Finalmente o complexo não resultou eleito.

### Simbolismo
O edifício da ópera de Sydney foi usado como base do logotipo oficial dos [[Jogos Olímpicos de Sydney 2000 tanto no logotipo como nas medalhas. O edifício aparece como parte do logotipo dos Sydney Swans Football Clube, Australian Football League, Sydney Roosters, National Rugby League team, Sydney Kings National Basketball League (Austrália) team, Sydney Football Clube A-League, Sydney Gay and Lesbian Mardi Gras, a AMSA (Australian Medical Student Association) convenção do ano 2005, e a XXIII Jornada Mundial da Juventude 2008 (WYD SYD 08).

## Edifícios similares
Alguns edifícios modernos do mundo inspiraram-se na Ópera de Sydney, entre eles:

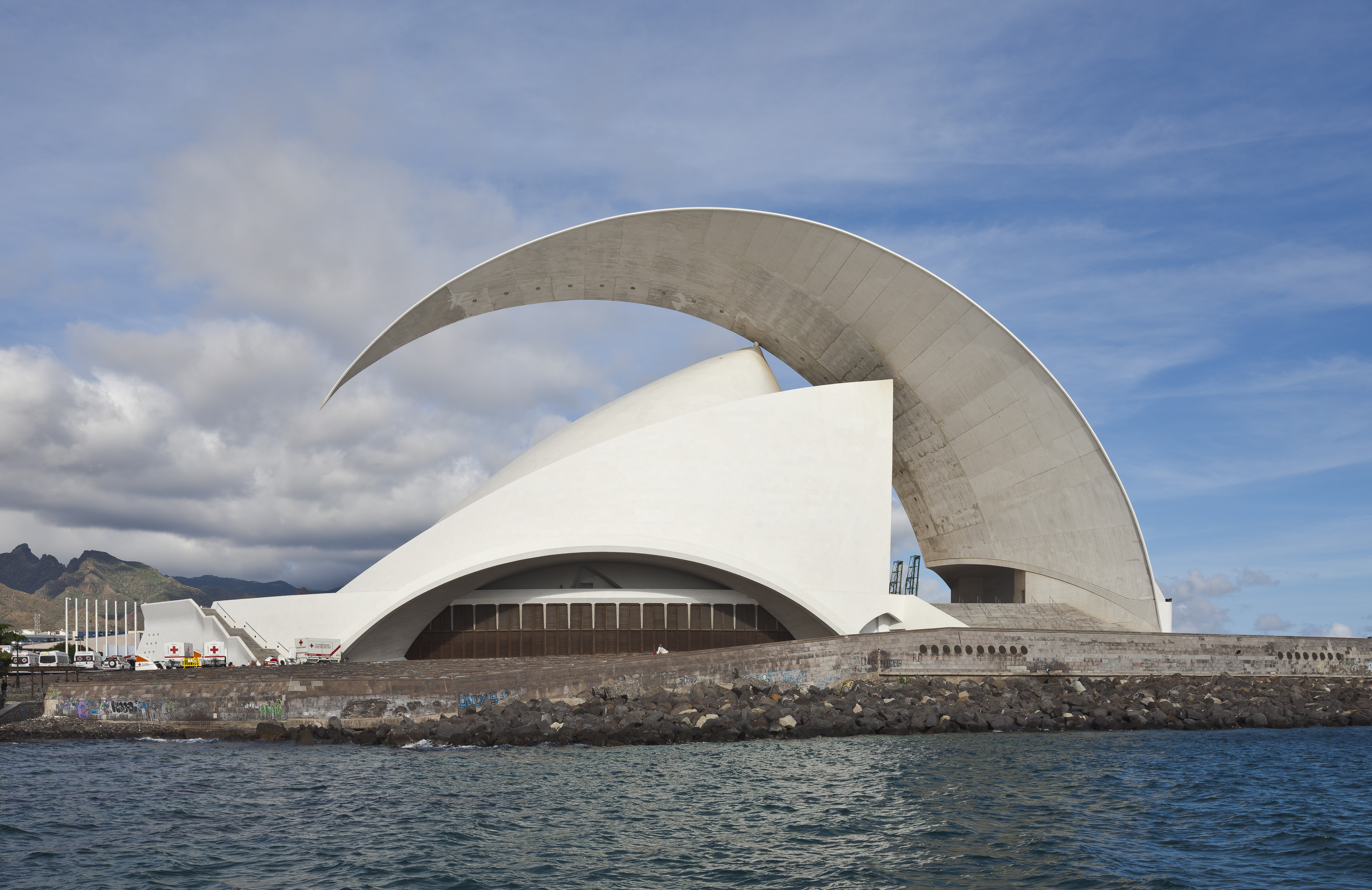
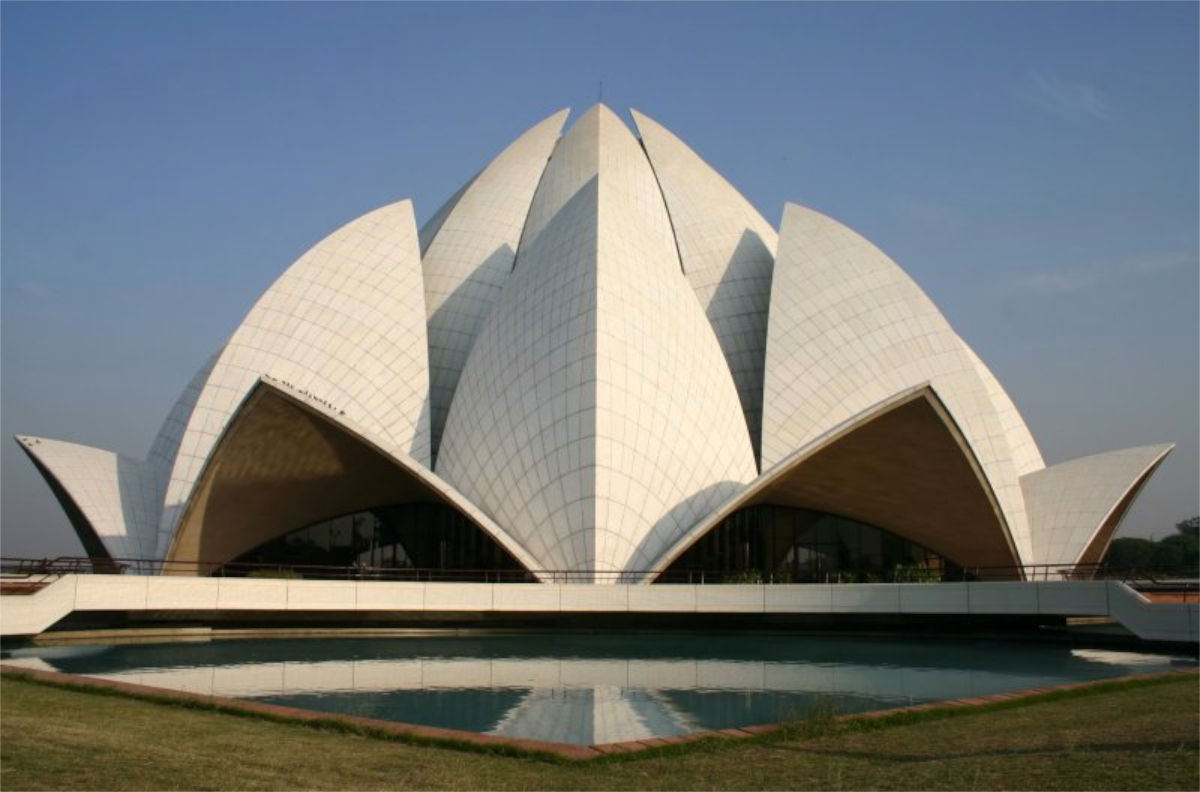
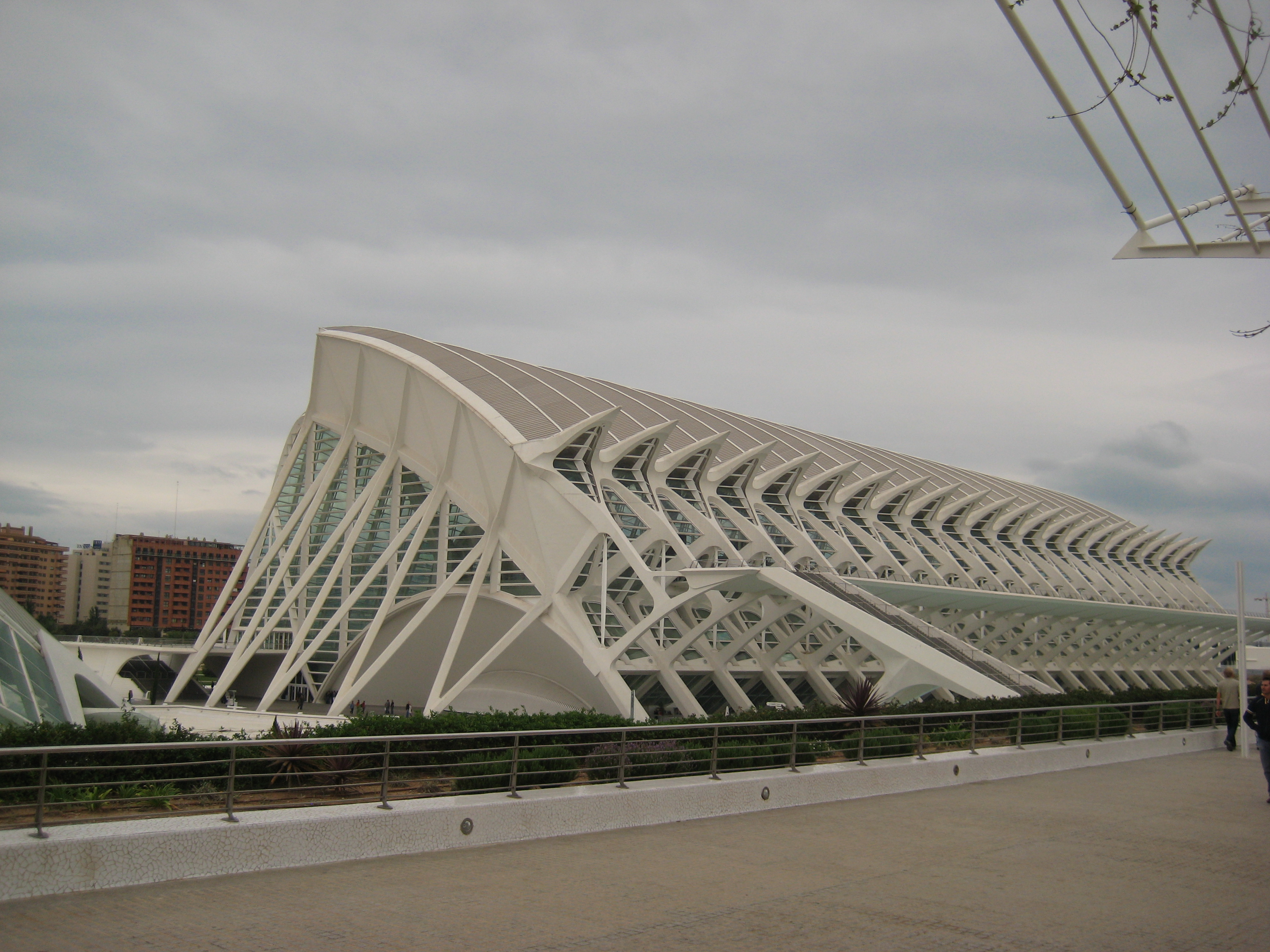
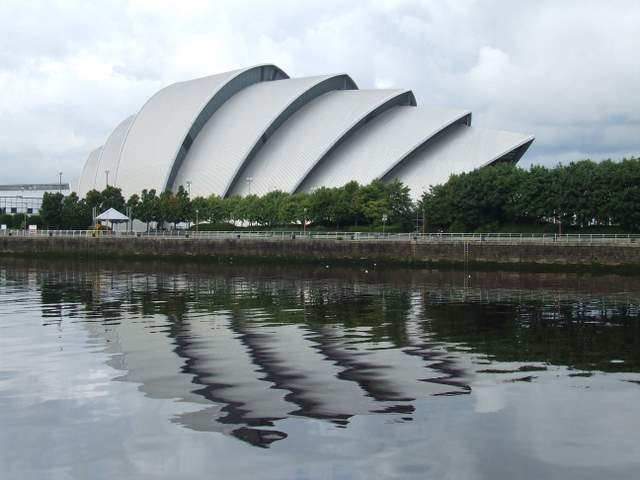